# Peribalus
Peribalus – rodzaj pluskwiaków z rodziny tarczówkowatych.
Pluskwiaki o gęsto i czarno punktowanym, owalnym w obrysie ciele. Trzy końcowe człony czułków przynajmniej częściowo jasne, trzeci co najwyżej nieznacznie krótszy od drugiego. U gatunków zachodniopalearktycznych nadustek nakryty policzkami (jugae). W częściach nasadowych szwów pleuralnych obecne czarne plamki. Śródpiersie z żeberkiem między biodrami. Na pleurytach zatułowia gruczoły zapachowe z długim kanałem wyprowadzającym, o otworach położonych z dala od bioder.  Odwłok o drugim widocznym sternicie pozbawionym skierowanego w przód wyrostka. Paramera samca w widoku bocznym bez ziarenkowanego guzka lub przedwierzchołkego zęba w części rzeźbionej, wyposażona w stożkowaty lub walcowaty wyrostek. Samicę charakteryzuje obecność w części nasadowej wydłużonego zbiorniczka spermateki 2–3 małych lub drobnych, skierowanych ku tyłowi wyrostków o palcowatym kształcie.
Rodzaj palearktyczny. W Polsce występuje tylko P. strictus.
Należą tu m.in.:
- podrodzaj: Peribalus s.str.
  - Peribalus strictus (Fabricius, 1803) – pierścienica krasnoroga
- podrodzaj: Asioperibalus Belousova, 2007
  - Peribalus congenitus Putshkov, 1965
  - Peribalus inclusus (Dohrn, 1860)
- podrodzaj: Tianocoris Belousova, 2007
  - Peribalus manifestus (Kiritshenko, 1952)